# Battler Britton
Battler Britton (« Le Britannique batailleur »), de son nom d'état-civil Robert Hereward Britton, est un aviateur de fiction britannique créé par le dessinateur Geoff Campion et le scénariste Mike Butterworth. 
La première bande dessinée le mettant en scène a été publiée le 7 janvier 1956 en première page de l'hebdomadaire Sun, qui disparaît en octobre 1959. Battler Britton passe alors chez Fleetway Publications en 1960, d'abord dans Knockout (en) puis dans divers titres (Thriller Comics (en), War Picture Library (en), etc.) jusqu'au début des années 1980.
Des dessinateurs réalistes de l'Europe entière ont collaboré à ces publications britanniques—des Italiens Dino Battaglia et Hugo Pratt (Histoires de guerre) en passant par l'Espagnol Francisco Solano López ou le Français Guy Mouminoux.
En France, la série a été traduite dès février 1957 dans les numéros 106 à 121 du petit format Garry des éditions Impéria, qui lui consacrent un mensuel homonyme en juillet 1958, qui connaîtra rapidement un grand succès, tirant jusqu'à 300 000 exemplaires. À partir de 1973, Impéria fait réaliser des histoires inédites du personnage pour alimenter son titre, qui disparaît en 1986.
Battler Britton était également populaire en Scandinavie.
En 2006-2007, la maison d'édition américaine Wildstorm a publié une reprise-hommage en cinq épisodes du personnages écrite par le Britannique Garth Ennis et dessinée par le Néo-Zélandais Colin Wilson.